# Coupe de Serbie de football 2014-2015
Navigation
Coupe de Serbie 2013-2014 Coupe de Serbie 2015-2016
La Coupe de Serbie 2014-2015 est la 9e édition de la coupe nationale serbe. Elle prend place entre le 3 septembre 2014 et le 20 mai 2015, date de la finale disputée au stade Rajko Mitić de Belgrade.
La compétition est remportée par le FK Čukarički, qui gagne son premier titre aux dépens du Partizan Belgrade.

## Format
Un total de 36 équipes prennent part à la compétition. Cela inclut l'intégralité des seize clubs de la première division serbe lors de la saison 2013-2014, ainsi que les seize équipes du deuxième échelon. Les quatre derniers clubs participants sont quant à eux les différents vainqueurs des coupes régionales de la saison 2013-2014, c'est-à-dire le FK Dorćol (Belgrade), le Moravac Mrštane (Est), le FK Trepča (Kosovo-Métochie) et le ČSK Čelarevo (Voïvodine). Le Seljak Mihajlovac, vainqueur de la coupe de la région Ouest, disparaît quant à lui durant l'été 2014 pour fusionner avec le FK Smederevo et former le Semendrija 1924.
La grande majorité des confrontations se jouent en un seul match à élimination directe. Les demi-finales sont la seule exception et sont quant à elles disputées en deux manches. À l'exception de la finale, aucune prolongation n'est par ailleurs disputée en cas d'égalité à l'issue du temps réglementaire, la rencontre étant alors directement décidée par une séance de tirs au but.
Le vainqueur de la coupe se qualifie pour le premier tour de qualification de la Ligue Europa 2015-2016. Si celui-ci est déjà qualifié pour une compétition européenne par un autre biais, cette place qualificative est reversée au championnat de première division.

## Tour préliminaire
Un tour préliminaire est disputé afin de réduire le nombre de participants à 32 dans la perspective des seizièmes de finale. Cette phase marque le début de la compétition et concerne théoriquement les cinq derniers de la deuxième division 2013-2014 ainsi que les cinq vainqueurs des coupes régionales pour un total de 10 équipes et cinq confrontations. En raison du retrait du Seljak Mihajlovac, le FK Trepča est finalement exempté et passe directement au tour suivant.
| Date             | Locaux               | Score             | Visiteurs          |
| ---------------- | -------------------- | ----------------- | ------------------ |
| 3 septembre 2014 | FK Dorćol (D3)       | 1 - 0             | (D3) Dolina Padina |
| 3 septembre 2014 | Semendrija 1924 (D3) | 1 - 1 (5 - 3 tab) | (D3) FK Teleoptik  |
| 3 septembre 2014 | Moravac Mrštane (D2) | 1 - 0             | (D3) FK Timok      |
| 3 septembre 2014 | ČSK Čelarevo (D3)    | 0 - 2             | (D2) FK Inđija     |

## Seizièmes de finale
| Date              | Locaux                        | Score             | Visiteurs                     |
| ----------------- | ----------------------------- | ----------------- | ----------------------------- |
| 24 septembre 2014 | Proleter Novi Sad (D2)        | 0 - 0 (4 - 3 tab) | (D1) Donji Srem               |
| 24 septembre 2014 | FK Dorćol (D3)                | 0 - 1             | (D1) Radnički 1923            |
| 24 septembre 2014 | FK Trepča (D4)                | 0 - 1             | (D1) Vojvodina Novi Sad       |
| 24 septembre 2014 | Semendria 1924 (D3)           | 0 - 2             | (D1) OFK Belgrade             |
| 24 septembre 2014 | Jedinstvo Užice (D2)          | 0 - 3             | (D1) Rad Belgrade             |
| 24 septembre 2014 | FK Inđija (D2)                | 2 - 1             | (D2) Javor Ivanjica           |
| 24 septembre 2014 | Spartak Subotica (D1)         | 1 - 0             | (D2) Radnik Surdulica         |
| 24 septembre 2014 | FK Jagodina (D2)              | 4 - 0             | (D2) BSK Borča                |
| 24 septembre 2014 | Moravac Orion (D2)            | 0 - 1             | (D1) Radnički Niš             |
| 24 septembre 2014 | Sloga Petrovac na Mlavi (D2)  | 1 - 0             | (D1) FK Novi Pazar            |
| 24 septembre 2014 | Voždovac Belgrade (D1)        | 3 - 2             | (D2) Sloga Kraljevo           |
| 24 septembre 2014 | Bežanija Novi Belgrade (D2)   | 0 - 1             | (D2) Sinđelić Belgrade        |
| 24 septembre 2014 | Sloboda Užice (D2)            | 1 - 1 (4 - 3 tab) | (D2) Radnički 1923            |
| 24 septembre 2014 | Napredak Kruševac (D1)        | 0 - 0 (2 - 4 tab) | (D2) Metalac Gornji Milanovac |
| 24 septembre 2014 | FK Čukarički (D1)             | 3 - 2             | (D1) Mladost Lučani           |
| 24 septembre 2014 | Étoile rouge de Belgrade (D1) | 1 - 0             | (D1) Borac Čačak              |

## Huitièmes de finale
| Date             | Locaux                        | Score             | Visiteurs                     |
| ---------------- | ----------------------------- | ----------------- | ----------------------------- |
| 29 octobre 2014  | Spartak Subotica (D1)         | 5 - 0             | (D2) Proleter Novi Sad        |
| 29 octobre 2014  | Rad Belgrade (D1)             | 1 - 0             | (D1) Étoile rouge de Belgrade |
| 29 octobre 2014  | Radnički 1923 (D1)            | 0 - 3             | (D1) FK Jagodina              |
| 29 octobre 2014  | Radnički Niš (D1)             | 0 - 0 (4 - 1 tab) | (D2) FK Inđija                |
| 29 octobre 2014  | Vojvodina Novi Sad (D1)       | 1 - 0             | (D2) Sloboda Užice            |
| 29 octobre 2014  | Metalac Gornji Milanovac (D2) | 0 - 0 (4 - 5 tab) | (D1) Voždovac Belgrade        |
| 19 novembre 2014 | OFK Belgrade (D1)             | 1 - 2             | (D1) FK Čukarički             |
| 19 novembre 2014 | Partizan Belgrade (D1)        | 3 - 0             | (D2) Sloga Petrovac na Mlavi  |

## Quarts de finale
| Date            | Locaux                 | Score | Visiteurs               |
| --------------- | ---------------------- | ----- | ----------------------- |
| 3 décembre 2014 | Radnički Niš (D1)      | 0 - 1 | (D1) FK Jagodina        |
| 3 décembre 2014 | FK Čukarički (D1)      | 2 - 1 | (D1) Vojvodina Novi Sad |
| 3 décembre 2014 | Rad Belgrade (D1)      | 0 - 1 | (D1) Partizan Belgrade  |
| 3 décembre 2014 | Voždovac Belgrade (D1) | 2 - 1 | (D1) Spartak Subotica   |

## Demi-finales
Les matchs allers sont joués le 18 mars 2015 tandis que les matchs retour sont disputés le 8 avril 2015.
| Équipe 1               | Score | Équipe 2               | Aller | Retour |
| ---------------------- | ----- | ---------------------- | ----- | ------ |
| FK Čukarički (D1)      | 6 - 1 | (D1) Voždovac Belgrade | 2 - 0 | 4 - 1  |
| Partizan Belgrade (D1) | 5 - 0 | (D1) FK Jagodina       | 3 - 0 | 2 - 0  |

## Finale
| Entraîneur :          |
| Vladan Milojević (en) |

| Entraîneur :     |
| Zoran Milinković |

| Entraîneur :          |
| Vladan Milojević (en) |

| Entraîneur :     |
| Zoran Milinković |